# Il mercante di libri maledetti
Il mercante di libri maledetti è un romanzo di Marcello Simoni, pubblicato inizialmente in Spagna e, nel 2011, in Italia,  vince il Premio Bancarella 2012. Trattasi di una versione riveduta e corretta de L' Enigma dei quattro angeli uscito nel 2007 per la casa editrice Il Filo. È il primo capitolo della saga che vede come protagonista Ignazio da Toledo.

## Trama
Anno del Signore 1205. Ignazio da Toledo, mercante di reliquie mozarabo, viene convocato a Venezia per mettersi sulle tracce di un manoscritto rarissimo dal titolo Uterus Ventorum che sembrerebbe in grado di evocare gli angeli e di carpire la loro sapienza. Spinto dalla curiosità, Ignazio parte alla ricerca del codice con due aiutanti al seguito - il guerriero francese Willalme de Béziers e il giovane converso Uberto - ma il recupero si rivela più difficile del previsto, dato che il manoscritto è stato smembrato in quattro parti lungo un itinerario che parte dalla Sacra di San Michele (l'antico monastero di Chiusa di San Michele) e attraversa la Linguadoca e la Spagna. Inoltre il libro interessa anche a Dominus, l'emissario di un tribunale segreto di matrice germanica storicamente noto come Saint-Vehme. Il viaggio di Ignazio si trasforma dunque in un'estenuante caccia all'uomo che lascia dietro di sé una scia di omicidi ed ha il suo epilogo sul Monte Musinè. Benché il romanzo sia di rigorosa ambientazione storica e parli di numerosi testi ermetici realmente esistiti, l'autore concede spazio anche alla fiction. L'Uterus Ventorum è infatti uno pseudobiblion come il famigerato Necronomicon citato da H.P. Lovecraft.

## Classifica
| Posizione | 2 | 4 | 4 | 3 | 3 | 5 | 6 | 10 |

## Edizioni
- Marcello Simoni, Il mercante di libri maledetti, n. 308, Nuova narrativa Newton, Newton Compton Editori, 8 settembre 2011,  p. 351, ISBN 9788854131941.
- Marcello Simoni, Il mercante di libri maledetti, Ultra economici Newton, Newton Compton, 30 gennaio 2014,  p. 350, ISBN 9788854161269.
- Marcello Simoni, Il mercante di libri maledetti, King, Newton Compton, 17 maggio 2018,  p. 351, ISBN 9788822716569.
- Marcello Simoni, Il mercante di libri maledetti, King, Newton Compton, 28 maggio 2020,  p. 352, ISBN 9788822742667.
- Marcello Simoni, Il mercante di libri maledetti, letto da Stefano Pesce, versione integrale, durata 9 ore 30 minuti, Emons Audiolibri 2012, ISBN 978-88-95703-69-5